# متیوخوس و پارتنوپ

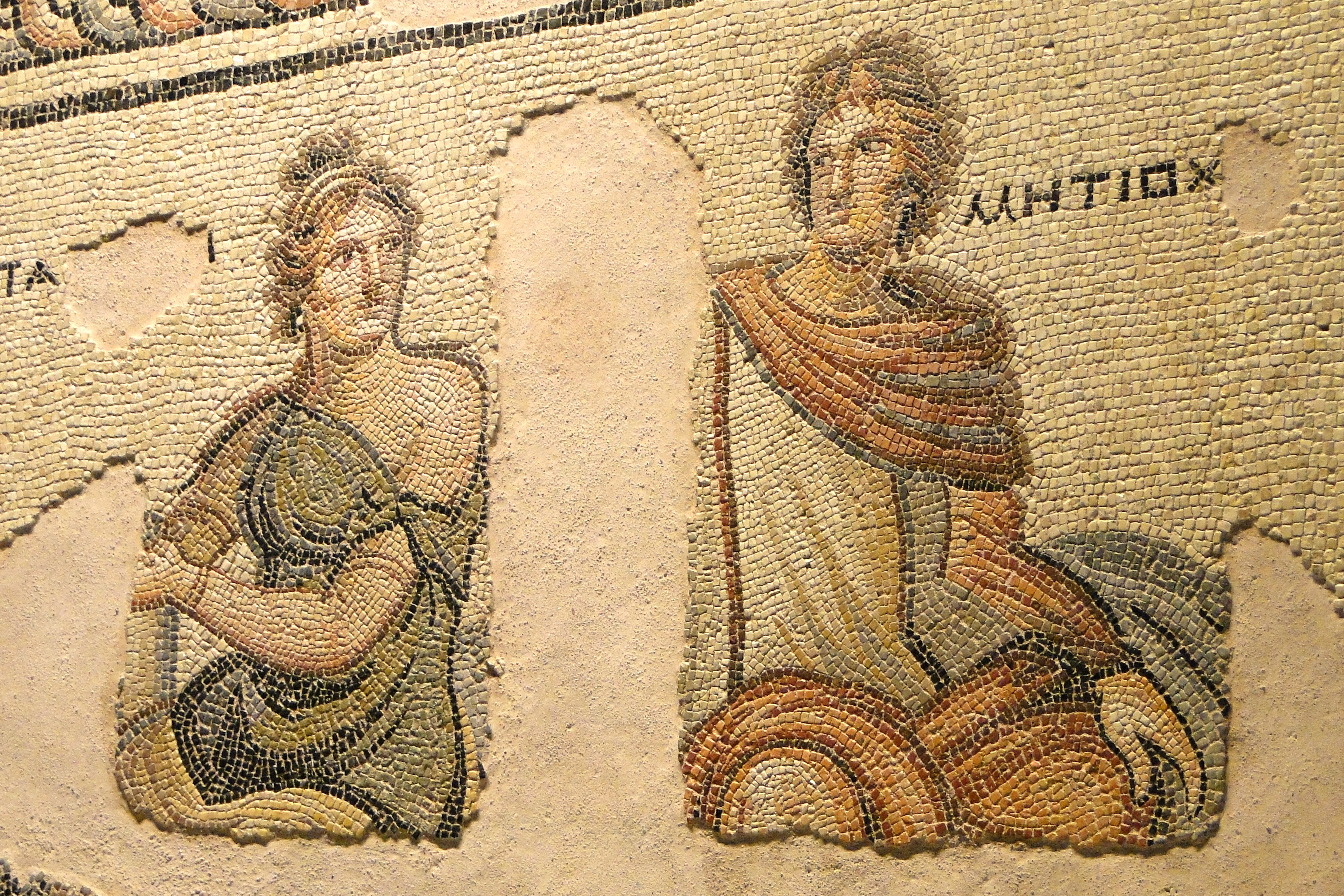
متیوخوس و پارتنوپ در موزائیک یافت شده در زیوگما

متیوخوس و پارتنوپ (یونانی: Μητίοχος καὶ Παρθενόπη) داستانی عاشقانه یونانی باستانی است که با برداشت عنصری از آن تحت عنوان وامق و عذرا وارد ادبیات فارسی نیز شده‌است.